# Línea adicional

Figura 1. Líneas adicionales por encima del pentagrama.

Las líneas adicionales o líneas auxiliares son unos signos que se usan en notación musical para representar las alturas correspondientes a notas que, por ser muy agudas o muy graves, no caben dentro de las cinco líneas y cuatro espacios del pentagrama regular; y por tanto, deben representarse por encima o por debajo de este. Un pentagrama tiene una capacidad máxima para escribir once notas: cinco en las líneas, cuatro en los espacios interiores y dos notas más situadas justo por encima y por debajo del pentagrama.

## Representación gráfica
Se trata de unas líneas que se dibujan paralelas al pentagrama, por encima o por debajo de este representando una especie de extensión. Son ligeramente más largas que las cabezas de las notas y están espaciadas a la misma distancia que lo están las líneas del pentagrama entre sí (ver Figuras 1 y 2).

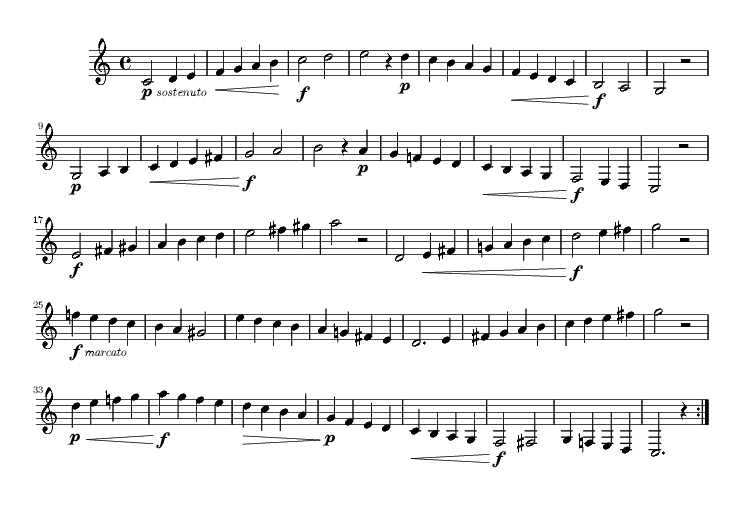
Figura 2. Partitura con escalas en las que aparecen líneas adicionales.

## Usos
La utilización excesiva de las líneas adicionales puede entrañar una dificultad añadida a la hora de leer las notas. Por otra parte, las notas con más de tres o cuatro líneas adicionales por encima o por debajo del pentagrama se suelen considerar difíciles de leer. Así pues, cuando en un pasaje hay un elevado número de líneas adicionales o bien se han incluido demasiadas notas que requieran más de tres líneas adicionales, se pueden emplear ciertos recursos para reducir la cantidad de líneas adicionales para facilitar la lectura. Se puede efectuar un cambio de clave o aplicar la notación octavada, que mediante el uso de los símbolos de octava superior 8.ª (ottava alta) o inferior 8vb o bien 8.ª bassa (ottava bassa) que indican que la nota real suena una octava por encima o por debajo respectivamente respecto a la nota escrita. Estos símbolos que señalan la notación a distancia de octava es 8.ª o 8vb van seguidos de una línea de puntos horizontal y dejan de tener efecto cuando aparecen dos líneas formando un ángulo recto que marcan el final del pasaje octavado. A veces se señala la vuelta a la escritura normal mediante el término loco. Algunos instrumentos transpositores, como el flautín, el contrabajo, la guitarra y la voz de tenor se transponen a la octava para evitar las líneas adicionales.
No obstante, los intérpretes de ciertos instrumentos musicales prefieren las líneas adicionales a los cambios de clave o la notación octavada. Los clarinetistas, por ejemplo, prefieren leer líneas adicionales en el salmoé que leer notas en clave de fa en cuarta. Los flautistas prefieren también leer las líneas adicionales para las notas de la tercera octava que leer la notación octavada, porque las notas más altas de flauta requieren diferentes digitaciones. Los intérpretes de tuba, trombón y bombardino en el registro más grave de estos instrumentos suelen preferir las líneas adicionales por debajo del pentagrama a la notación con la indicación 8vb o una clave de fa octavada hacia abajo por razones similares.
Cuando la música para instrumentos de clave de fa, como el violonchelo o el trombón, se sitúa varias líneas adicionales por encima de la clave de fa, se utiliza la clave de do en cuarta. En el caso, de que fuera a desplazarse aún más alto por encima de la clave de do en cuarta, las notas pueden escribirse en clave de sol. La clave de do en tercera no se utiliza en estas situaciones.